# Babina Poljana (Trgovište)
Pour les articles homonymes, voir Babina.
Babina Poljana (en serbe cyrillique : Бабина Пољана) est un village de Serbie situé dans la municipalité de Trgovište, district de Pčinja. Au recensement de 2011, il comptait 21 habitants.

## Démographie
| 1948 | 1953 | 1961 | 1971 | 1981 | 1991 | 2002 | 2011 |
| ---- | ---- | ---- | ---- | ---- | ---- | ---- | ---- |
| 385  | 426  | 463  | 468  | 189  | 83   | 53   | 21   |

|  |